# Felle vuurvlinder
De felle vuurvlinder (Lycaena thetis) is een vlinder uit de familie Lycaenidae. De wetenschappelijke naam werd gepubliceerd in 1834 door Johann Christoph Friedrich Klug.
De soort komt voor in het uiterste zuidoosten van Europa en in het aangrenzend gebied in Azië: Klein-Azië, Armenië, Iran, Irak, Beloetsjistan, Chitral en Ladakh.

## Synoniemen
- Polyommatus ignitus Herrich-Schäffer, 1846
- Chrysophanus caudatus Staudinger, 1901